# Kozia Turnia
Kozia Turnia (słow. Kozí štít, niem. Gemsenspitze, węg. Zerge-csúcs) – szczyt w słowackiej części Tatr Wysokich, położony na wysokości 2111 lub 2107 m w Koziej Grani – południowo-wschodniej grani Jagnięcego Szczytu. Kozia Turnia jest najwyższym i najwybitniejszym wierzchołkiem w tej grani. Od Koziej Kopki na północnym zachodzie oddziela ją Skrajna Kozia Szczerbina, a od Zadniej Rzeżuchowej Turni na wschodzie oddzielona jest Zadnią Rzeżuchową Przełączką.
Stoki północne opadają z turni do Doliny Białych Stawów, południowe – do Doliny Jagnięcej. Ponad tą drugą wyróżnia się dwie ściany Koziej Turni: południową i południowo-zachodnią. Ściana południowa ma wysokość ok. 250 m i wznosi się ponad usypiskami na północny wschód od Czerwonego Stawu Kieżmarskiego. Po prawej stronie ogranicza ją żleb opadający spod Zadniej Rzeżuchowej Przełączki, a kolejno w lewą stronę znajdują się:
- prawy filar, w którego dolnej części tkwi Kozia Baszta (Kozia bašta[1]) z ok. 100-metrową urwistą południową ścianą – schodzi ona najniżej z całego urwiska,
- prawa depresja, w górnej części podzielona na trzy fragmenty,
- środkowy filar pnący się do wierzchołka Koziej Turni,
- lewa depresja,
- lewy filar, w którego środkowym fragmencie położony jest Kozi Mnich (Kozí mních) i przełączka Kozi Karb (Kozí zárez)[1][4].

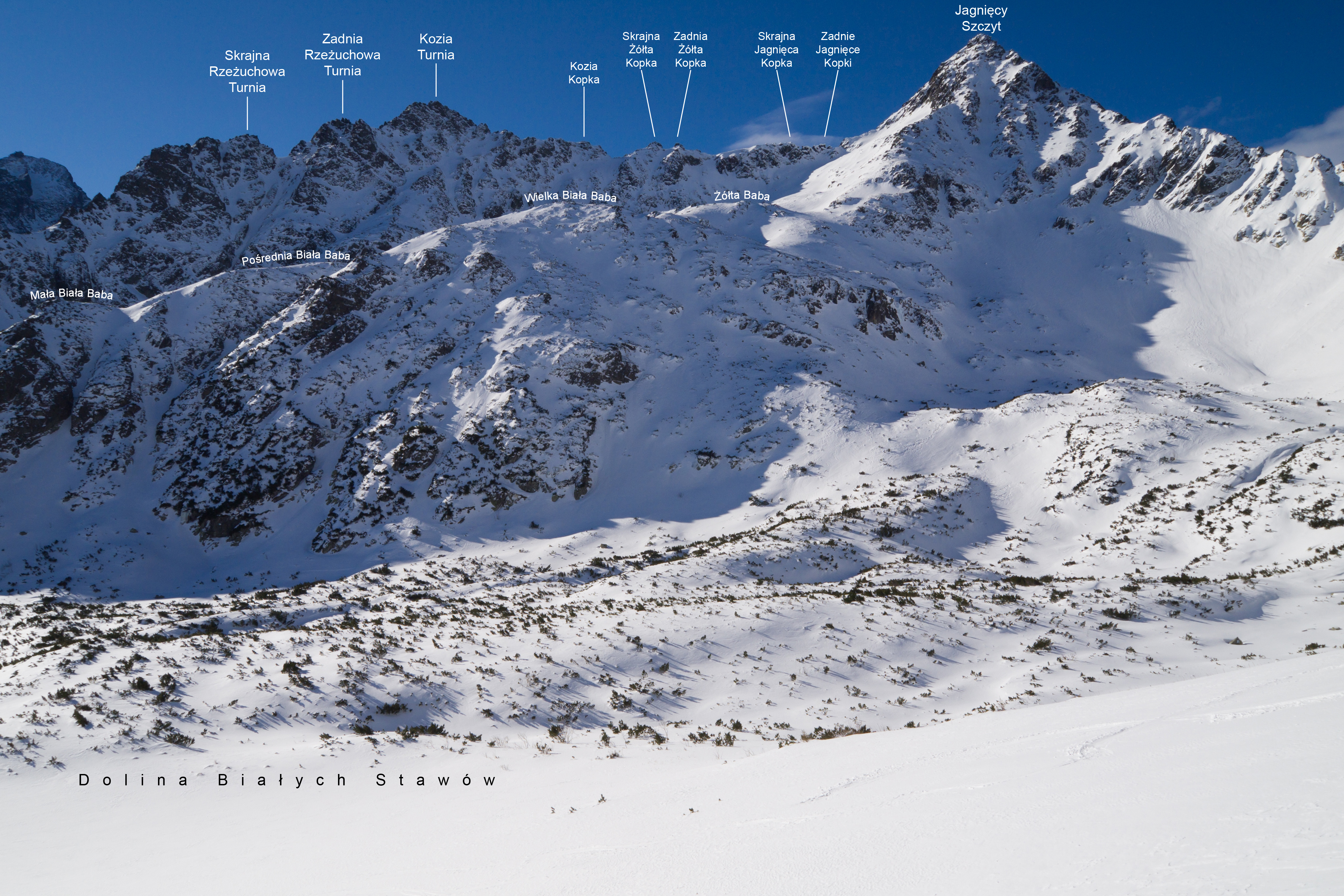
Kozia Turnia wśród podpisanych obiektów

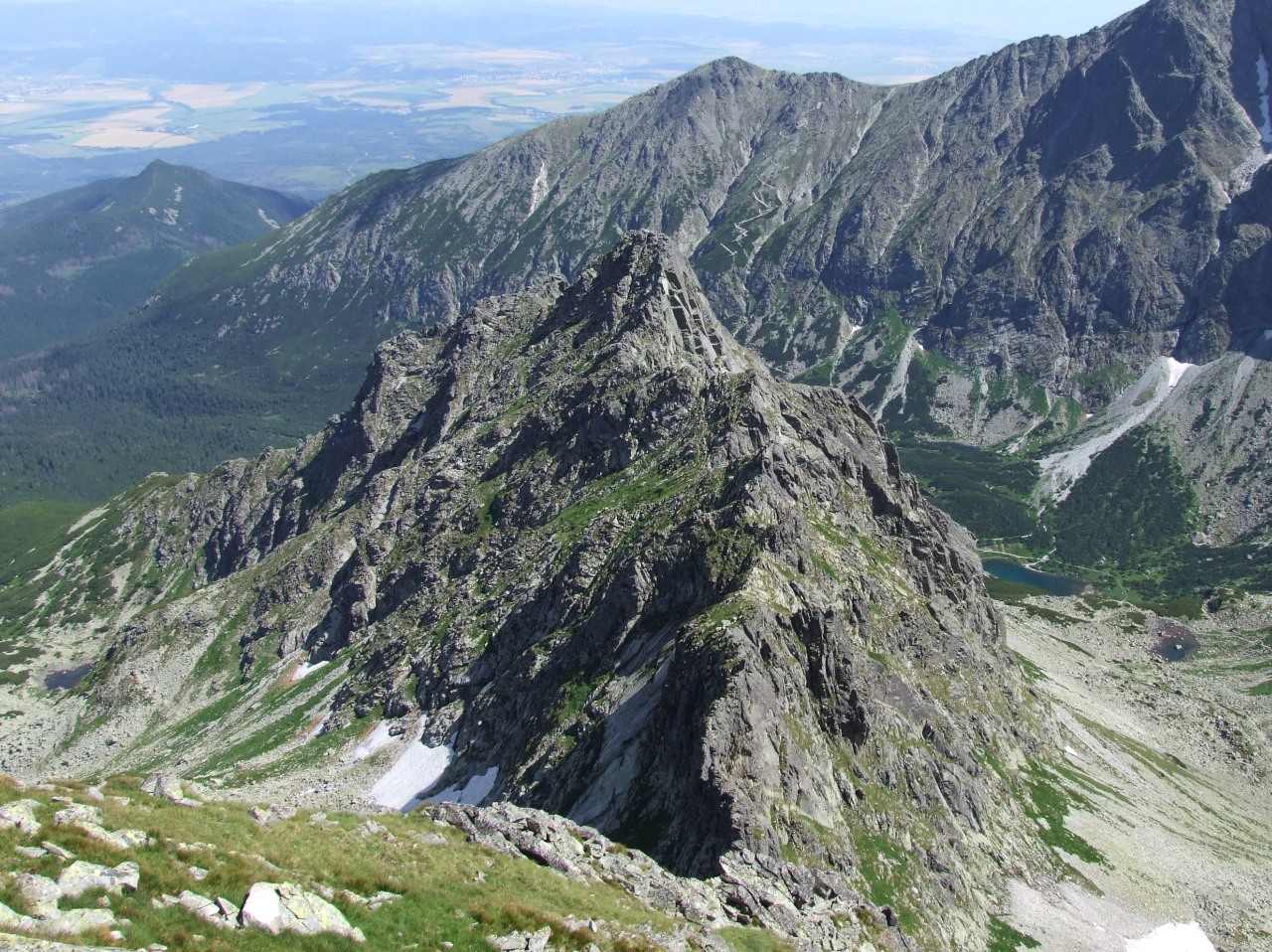
Kozia Grań widziana z Jagnięcego Szczytu i jej najwybitniejszy szczyt – Kozia Turnia

Ściana południowo-zachodnia ma budowę płytową i jest położona ponad żlebem opadającym do Doliny Jagnięcej ze Skrajnej Koziej Szczerbiny. Jej wysokość wynosi od 50 m w lewej do 150 m w prawej części. Część ściany znajduje się na prawo od wylotu żlebu i może być uważana za południowo-zachodnią ścianę Koziego Mnicha.
Na Kozią Turnię, podobnie jak na inne obiekty w Koziej Grani, nie prowadzą żadne znakowane szlaki turystyczne. Najdogodniejsze drogi dla taterników wiodą na szczyt mniej z sąsiednich przełęczy. Orientacja w terenie bywa tu trudna w przypadku złej pogody. Z wierzchołka rozlega się widok na Doliną Kieżmarską i jej otoczenie.
W południowej i południowo-zachodniej ścianie Koziej Turni poprowadzono drogi o różnej trudności (od I do V+ w skali UIAA). Należą do nich drogi Lehotský'ego, Schweickhartów, Stanisławskiego, Housera, Dieški, Orolína i Čepeli.
Pierwsze odnotowane wejścia:
- letnie – Janusz Chmielowski, przewodnicy Klemens Bachleda i Jan Bachleda Tajber, 15 września 1904 r.,
- zimowe – Günter Oskar Dyhrenfurth, Alfred Martin, 6 marca 1906 r.

Wcześniej być może wchodzili na szczyt polujący na kozice.
Nazwa turni pochodzi od kozic, nazywanych kiedyś „dzikimi kozami”. Dawniej używano na określenie Koziej Turni także nazw polskiej Mały Jagnięcy Szczyt, niemieckiej Gemsenberg oraz węgierskich Zerge-hegy i Kecske-hegy.